# Minibidion minusculum
Minibidion minusculum är en skalbaggsart som först beskrevs av Martins 1962.  Minibidion minusculum ingår i släktet Minibidion och familjen långhorningar.
Artens utbredningsområde är Paraguay. Inga underarter finns listade i Catalogue of Life.